# Jižní Korea na Zimních olympijských hrách 1998
Jižní Koreu na Zimních olympijských hrách v roce 1998 reprezentovala výprava 37 sportovců (26 mužů a 11 žen) v 8 sportech.

## Medailisté
| Medaile | Jméno                                               | Sport       | Soutěž               |
| ------- | --------------------------------------------------- | ----------- | -------------------- |
| Zlato   | Kim Tong-song                                       | Short track | Muži 1 000 m         |
| Zlato   | Čon I-kjong                                         | Short track | Ženy 1 000 m         |
| Zlato   | Čon I-kjong Won Hye-Kyung An Sang-Mi Kim Yoon-Mi    | Short track | Ženy štafeta 3 000 m |
| Stříbro | Chae Ji-Hoon Lee Jun-Hwan Lee Ho-Eung Kim Dong-Sung | Short track | Muži štafeta 5 000 m |
| Bronz   | Čon I-kjong                                         | Short track | Ženy 500 m           |
| Bronz   | Won Hye-Kyung                                       | Short track | Ženy 1 000 m         |